# Język oksytański

Zasięg języka oksytańskiego

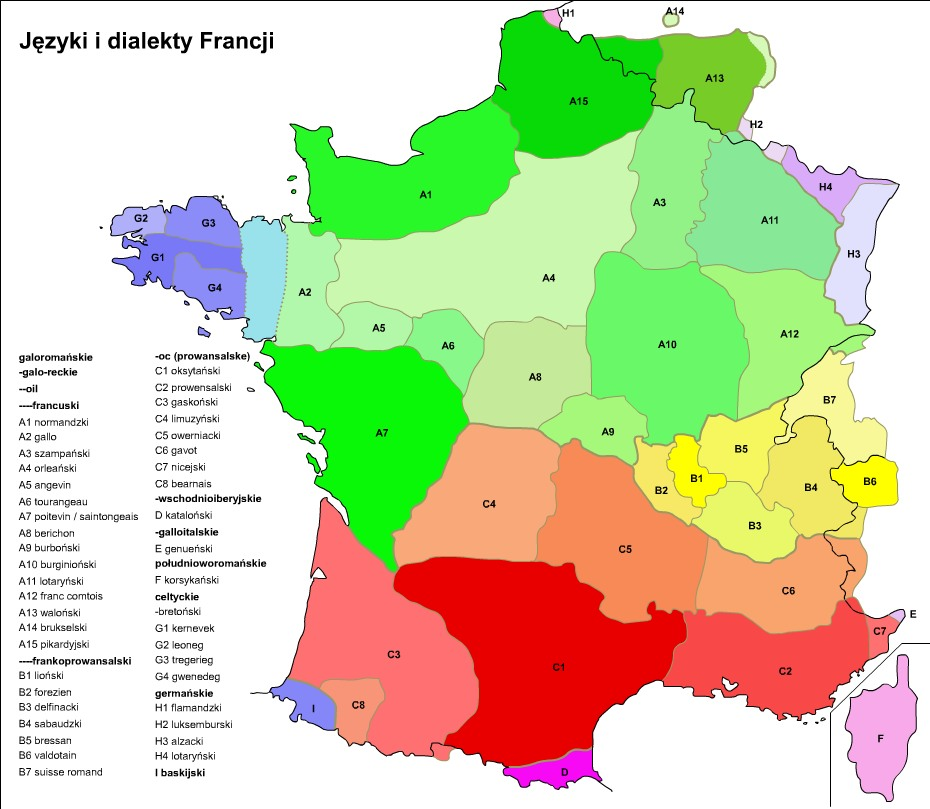
Języki i dialekty Francji (oksytańskie w odcieniach czerwieni)

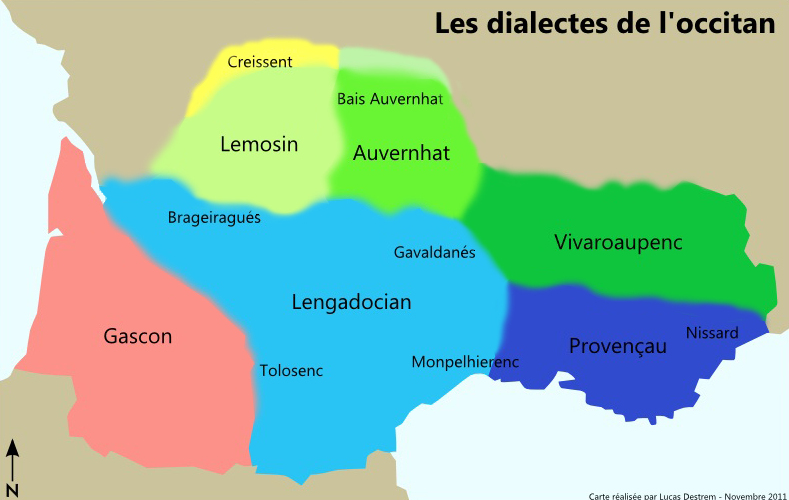
Dialekty języka oksytańskiego

Język oksytański (occitan / lenga d'òc, okcytański), w Polsce częściej nazywany językiem prowansalskim – język należący do grupy romańskiej języków indoeuropejskich. Język oksytański jest blisko spokrewniony z językiem katalońskim, z którym tworzy diasystem oksytanoromański.
Język oksytański jest bardzo mocno podzielony na dialekty. Dodatkowo istnieją różne warianty pisowni. Mimo to wzajemne zrozumienie pomiędzy dialektami jest wysokie nawet wliczając do nich kataloński. Dialekt langwedocki jest centralny i najbardziej konserwatywny i z tego powodu służy jako baza dla standaryzacji języka . Liczba użytkowników jest trudna do ustalenia. 

## Nazwa
Jedno z pierwszych udokumentowanych zastosowań terminu język òc można znaleźć w De vulgari eloquentia Dantego Alighieri, który klasyfikuje języki romańskie według sposobu mówienia tak (oïl, òc, sí). Òc, wymawiane /ɔ(k)/ pochodzi od łacińskiego hōc, które znaczyło ‘to’[niewiarygodne źródło?], i na południu Galii zaczęło być używane jako partykuła potwierdzająca.
Również pod koniec XIII w., niemal równocześnie, pojawia się w łacińskiej dokumentacji administracyjnej inny wywodzący się od słowa òc termin: lingua occitana (łac. ‘język oksytański’). Stąd też wywodzi się słowo Oksytania jako nazwa terytorium, w którym używa się tego języka,.
Termin prowansalski był długo używany jako nazwa całego języka oksytańskiego, obecnie jednak język nauki rezerwuje go raczej wyłącznie dla dialektu używanego w Prowansji. Nazwa ta została ukuta w XIII w. we Włoszech i pochodzi od łacińskiego słowa provincia.
W tekstach oficjalnych padają sformułowania „langue occitane” (fr., ‘język oksytański’) w Loi Deixonne, „occitan-langue d’oc” w terminologii francuskiego Ministerstwa Edukacji Narodowej przy przyznawaniu certyfikatów CAPES (Certificat d’aptitude au professorat de l’enseignement du second degré), „occitan, nomentat aranés en Aran” (oc. 'oksytański, w [Dolinie] Aran zwany arańskim), „era lengua occitana, denominada aranés en Aran” (oc. 'język oksytański, w [Dolinie] Aran nazywany arańskim) oraz „aranés” w Statucie Autonomii Katalońskiej.

## Historia
Najstarsze zabytki piśmiennictwa w języku oksytańskim pochodzą z przełomu X i XI wieku. W XI wieku na terenie Francji istniały dwa wielkie romańskie obszary językowe. Na północy Francji używane były langues d’oïl (czyli tzw. starofrancuski), zaś na południu lenga d'òc (‘język òc’, fr. langue d’oc). Nazwy tych języków pochodzą od brzmienia słowa oznaczającego potwierdzenie, odpowiadającego polskiemu „tak” – oïl (od którego pochodzi współczesne francuskie oui) albo òc.
Okres świetności lenga d'òc przypada na wieki XII i XIII, kiedy to był głównym językiem liryki średniowiecznej, językiem trubadurów. W tym języku napisał pieśń Kalenda maya Raimbaut de Vaqueiras. O zasięgu i sile oddziaływania średniowiecznego oksytańskiego może świadczyć fakt, że również niewielki fragment Boskiej Komedii Dantego został napisany po prowansalsku (Czyściec, pieśń XXVI, w. 140–147). Oksytański był także językiem poezji uprawianej na dworze Hrabstwa Barcelony zanim zaczęto pisać również po katalońsku. We wczesnym okresie twórczości kataloński wieszcz Ramon Llull pisał po oksytańsku pełne humoru trubadurskie pieśni miłosne. Poezja trubadurów pozostała wzorem dla katalońskiego języka literackiego aż do XV wieku. W okresie apogeum kultury trubadurów użycie języka oksytańskiego w życiu codziennym przez klasę wyższą wykraczało poza granice Oksytanii dając lenga d'òc status języka m.in. lyońskiej szlachty, chociaż językiem Lyonu był arpitański.
Upadek języka został zapoczątkowany przez krucjaty przeciw albigensom (1209–1229), w wyniku których odrębność polityczna i, w dużej mierze, kulturowa południowej Francji została zlikwidowana przez królów z Paryża. Lenga d'òc stopniowo traciła na znaczeniu jako język literacki, aż w XV wieku oksytańska twórczość literacka niemalże zanikła. Oksytański przetrwał jako język wernakularny, coraz bardziej różnicujący się dialektalnie i stopniowo wypierany przez francuski, szczególnie szybko od XIX w. Właśnie w XIX wieku grupa intelektualistów, tak zwani félibres, postawiła sobie za cel odrodzenie literatury prowansalskiej. Najbardziej znanym jej przedstawicielem jest poeta Fryderyk Mistral, za swoją twórczość w dialekcie prowansalskim uhonorowany w 1904 roku Literacką Nagrodą Nobla. Obecnie podejmowane są próby podniesienia statusu języka oksytańskiego we Francji, jednak w świadomości potocznej wciąż jeszcze nie cieszy się pełnym szacunkiem, uznawany popularnie za język niższej rangi niż francuski i noszący pogardliwą nazwę patois.

## Zasięg terytorialny
Zasięgiem obejmuje obecnie tereny czterech państw:
- 39[b] departamentów na Południu Francji (jedną trzecią terytorium kraju),
- Val d’Aran, pirenejską dolinę na północy Hiszpanii we Wspólnocie Autonomicznej Katalonii,
- Valadas Occitanas, kilkanaście alpejskich dolin na zachodzie Włoch w części Piemontu i Ligurii oraz, tworząc enklawę, gminę la Gàrdia (po włosku Guardia Piemontese) w Kalabrii[10],
- Księstwo Monako[11], gdzie współistnieje z autochtonicznym dialektem monegaskim języka liguryjskiego[12] oraz urzędowym francuskim[13].

## Wymowa
Poniższa sekcja opisuje wymowę dialektu langwedockiego, który jest centralny geograficznie i najbardziej konserwatywny pośród dialektów języka oksytańskiego.. Z tego powodu służy jako baza dla standaryzacji języka.. 

### Samogłoski[16]
| Samogłoska                 | Wymowa                                                   |
| -------------------------- | -------------------------------------------------------- |
| a (na początku wyrazów); à | Jak u w angielskim butter albo jak a w hiszpańskim papa. |
| a (na końcu wyrazów); á; ò | Jak o w angielskim John albo o we francuskim port.       |
| e, é                       | Jak e w hiszpańskim de.                                  |
| è                          | Jak e w angielskim get.                                  |
| o, ó                       | Jak oo w angielskim fool albo u w niemieckim Mutter.     |
| i, í                       | Jak i w angielskim kill.                                 |
| u, ú                       | Jak ü w niemieckim für.                                  |

### Spółgłoski[16]
| Spółgłoska                     | Wymowa                                            | Spółgłoska         | Wymowa                                                  |
| ------------------------------ | ------------------------------------------------- | ------------------ | ------------------------------------------------------- |
| b, v na początku wyrazów       | jak b w ang. beer.                                | p                  | jak p w ang. put.                                       |
| b, v wewnątrz wyrazów          | jak b w hiszpańskim hubo albo v w hiszpańskim uvo | r na początku; rr  | jak r w hiszpańskim ratón albo rr w hiszpańskim tierra. |
| c przed a, o, u; qu            | jak k w ang. kill                                 | r wewnątrz wyrazów | jak r w hiszpańskim pero.                               |
| c przed e oraz i; ç, s, sc, ss | jak s w ang. salt.                                | r na końcu wyrazów | nie jest wymawiane                                      |
| d                              | jak d w and. daddy.                               | t                  | jak t w ang. tell.                                      |
| f                              | jak f w ang. film.                                | x                  | jak x w ang. exam.                                      |
| g przed a, o, u; gu            | jak g w ang. get                                  | z                  | jak z ang. zoo                                          |
| g przed e, i; j                | jak j w ang. John.                                | lh                 | jak ll w hiszpańskim botella                            |
| g na końcu wyrazów; tg; tj; ch | jak ch w ang. church.                             | nh                 | jak ñ w hiszpańskim niño.                               |
| l                              | jak l w ang. link                                 | tz                 | jak z w niemieckim zuviel albo jak ts w ang. cats.      |
| m                              | jak m w ang. mother                               | gn                 | jak nn we włoskim anno.                                 |
| n, m (na końcu wyrazów), mp    | jak n n w ang. nose.                              |                    |                                                         |

### Akcent[16]
Wyrazy kończące się samogłoską, na s lub na n (tylko w koniugacji) mają akcent na przedostatniej sylabie. Wyrazy kończące się spółgłoską (poza s) lub dyftongiem mają akcent na ostatniej sylabie. Wyjątki mają oznaczony akcent. Przykłady to: 
La mecanica; destriar; cuélher; cantan; penós; gaton.

## Gramatyka
Poniższa sekcja opisuje gramatykę dialektu langwedockiego, który jest centralny geograficznie i jest najbardziej konserwatywny pośród oksytańskich dialektów Z tego powodu służy jako baza dla standaryzacji języka. 

### Zaimki
Zaimki osobowe są przedstawione w poniższej tabelii. 
|        | L. poj.              | L. mn.                            |
| ------ | -------------------- | --------------------------------- |
| 1. os. | Ieu                  | Nosautres / nosautras / nos       |
| 2. os. | Tu                   | Vosautres / vosautras / vos       |
| 3. os. | El (=he)/ela (= she) | Eles (masculine), elas (feminine) |

### Zaimki dzierżawcze
Zaimki dzierżawcze są przedstawione w poniższej tabeli. 
|            | Posiadana rzecz jest w l. poj.... | Posiadana rzecz jest w l. poj.... | Posiadana rzecz jest w l. mn.... | Posiadana rzecz jest w l. mn.... |
| Właściciel | i rodzaju męskiego                | i rodzaju żeńskiego               | i rodzaju męskiego               | i rodzaju żeńskiego              |
| ---------- | --------------------------------- | --------------------------------- | -------------------------------- | -------------------------------- |
| Ja         | Mon                               | Ma                                | Mos                              | Mas                              |
| Ty         | Ton                               | Ta                                | Tos                              | Tas                              |
| On, ona    | Son                               | Sa                                | Sos                              | Sas                              |
| My         | Nòstre                            | Nòstra                            | Nòstres                          | Nòstras                          |
| Wy         | Vòstre                            | Vòstra                            | Vòstres                          | Vòstras                          |
| Oni, one   | Lor                               | Lor                               | Lors                             | Lors                             |

### Zaimki wskazujące
Zaimki wskazujące (ten, ta itd.) są przedstawione w poniższej tabeli. 
| Rodzaj | L. poj.                  | L. mn.                      |
| ------ | ------------------------ | --------------------------- |
| Męski  | Aiceste/ Aqueste/ Aquel  | Aicestes/ Aquestes/ Aqueles |
| Żeński | Aicesta/ Aquesta/ Aquela | Aicestas/ Aquestas/ Aquelas |
| Nijaki | Aquò                     | Aquò                        |

### Rzeczowniki
W oksytańskim są 2 rodzaje gramatyczne: męski i żeński. Żeńskie rzeczowniki są zwykle tworzone poprzez dodanie końcówki -a. Liczba mnoga jest tworzona poprzez dodane końcówki -s.

### Rodzajniki
W oksytańskim są 2 rodzajniki nieokreślone w liczbie pojedynczej: męski un i żeński una oraz jeden w liczbie mnogiej: de. de przed samogłoskami skraca się do d'. Podsumowuje to poniższa tabela.  
| Rodzajniki nieokreślone | Rodzajniki nieokreślone | Rodzajniki nieokreślone |
| Rodzaj                  | L. poj.                 | L. mn.                  |
| ----------------------- | ----------------------- | ----------------------- |
| Męski                   | un                      | de, d'                  |
| Żeński                  | una                     | de, d'                  |

Rodzajniki określone przedstawia poniższa tabela.  
| Rodzajniki określone | Rodzajniki określone | Rodzajniki określone |
| Rodzaj               | L. poj.              | L. mn.               |
| -------------------- | -------------------- | -------------------- |
| Męski                | lo, l'               | los                  |
| Żeński               | la, l'               | las                  |

l' jest używane przed samogłoską. 
Przyimki a, de, per oraz sus stojące przed rodzajnikami lo oraz los łączą się z nimi zgodnie z poniższą tabelą. 
|     | lo  | los  |
| --- | --- | ---- |
| a   | al  | als  |
| de  | del | dels |
| per | pel | pels |
| sus | sul | suls |

Np. a+los = als.

### Czasowniki
Czasowniki odmieniają się przez osobę, liczbę, czas oraz tryb. Są 3 koniugacje: -ar, -ir oraz -re. Czasowniki kończące się na -ir mają dwie podkoniugacje: z oraz bez sufiksu. 
Schemat odmiany czasowników regularnych należących do pierwszej koniugacji jest przedstawiony poniżej. 
Parlar (= mówić), imiesłów czasu przeszłego: parlat, imiesłów czasu teraźniejszego: parlant. 
|           | Cz. teraźniejszy | Imperfekt | Cz. przeszły | Tryb łączący cz. ter. | Tryb łączący cz. przesz. | Cz. przyszły | Tryb warunkowy | Tryb rozkazujący |
| --------- | ---------------- | --------- | ------------ | --------------------- | ------------------------ | ------------ | -------------- | ---------------- |
| Ieu       | Parli            | Parlavi   | Parlèri      | Parle                 | Parlèsse                 | Parlarai     | Parlariái      |                  |
| Tu        | Parlas           | Parlavas  | Parlères     | Parles                | Parlèsses                | Parlaràs     | Parlariás      | Parla            |
| El/ela    | Parla            | Parlava   | Parlèt       | Parle                 | Parlèsse                 | Parlarà      | Parlariá       |                  |
| Nos       | Parlam           | Parlàvem  | Parlèrem     | Parlem                | Parlèssem                | Parlarem     | Parlariam      | Parlem           |
| Vos       | Parlatz          | Parlàvetz | Parlèretz    | Parletz               | Parlèssetz               | Parlaretz    | Parlariatz     | Parlatz          |
| Eles/elas | Parlan           | Parlavan  | Parlèron     | Parlen                | Parlèsson                | Parlaràn     | Parlarián      |                  |

Koniugacja -ir z sufiksem jest przedstawiona poniżej.
Dormir (= spać), imiesłów czasu przeszłego: dormit, imiesłów czasu teraźniejszego: dormint. 
|           | Cz. teraźniejszy | Imperfekt   | Cz. przeszły | Tryb łączący cz. ter. | Tryb łączący cz. przesz. | Cz. przyszły | Tryb warunkowy | Tryb rozkazujący |
| --------- | ---------------- | ----------- | ------------ | --------------------- | ------------------------ | ------------ | -------------- | ---------------- |
| Ieu       | Dormissi         | Dormissiái  | Dormiguèri   | Dormisca              | Dormiguèsse              | Dormirai     | Dormiriái      |                  |
| Tu        | Dormisses        | Dormissiás  | Dormiguères  | Dormiscas             | Dormiguèsses             | Dormiràs     | Dormiriás      | Dormís           |
| El/ela    | Dormís           | Dormissiá   | Dormiguèt    | Dormisca              | Dormiguèsse              | Dormirà      | Dormiriá       |                  |
| Nos       | Dormissèm        | Dormissiam  | Dormiguèrem  | Dormiscam             | Dormiguèssem             | Dormirem     | Dormiriam      | Dormiscam        |
| Vos       | Dormissètz       | Dormissiatz | Dormiguèretz | Dormiscatz            | Dormiguèssetz            | Dormiretz    | Dormiriatz     | Dormissètz       |
| Eles/elas | Dormisson        | Dormissián  | Dormiguèron  | Dormiscan             | Dormiguèsson             | Dormiràn     | Dormirián      |                  |

Koniugacja -ir bez sufiksu jest przedstawiona poniżej. 
Sentir (= czuć), imiesłów czasu przeszłego: sentit, imiesłów czasu teraźniejszego: sentent. 
|            | Cz. teraźniejszy | Imperfekt | Cz. przeszły | Tryb łączący cz. ter. | Tryb łączący cz. przesz. | Cz. przyszły | Tryb warunkowy | Tryb rozkazujący |
| ---------- | ---------------- | --------- | ------------ | --------------------- | ------------------------ | ------------ | -------------- | ---------------- |
| Ieu        | Senti            | Sentiái   | Sentiguèri   | Senta                 | Sentiguèsse              | Sentirai     | Sentiriái      |                  |
| Tu         | Sentes           | Sentiás   | Sentiguères  | Sentas                | Sentiguèsses             | Sentiràs     | Sentiriás      | Sent             |
| El/ ela    | Sent             | Sentiá    | Sentiguèt    | Senta                 | Sentiguèsse              | Sentirà      | Sentiriá       |                  |
| Nos        | Sentèm           | Sentiam   | Sentiguèrem  | Sentam                | Sentiguèssem             | Sentirem     | Sentiriam      | Sentiam          |
| Vos        | Sentètz          | Sentiatz  | Sentiguèretz | Sentatz               | Sentiguèssetz            | Sentiretz    | Sentiriatz     | Sentètz          |
| Eles/ elas | Senton           | Sentián   | Sentiguèron  | Sentan                | Sentiguèsson             | Sentiràn     | Sentirián      |                  |

Trzecia koniugacja jest przedstawiona poniżej. 
Batre (= bić), imiesłów czasu przeszłego: batut, imiesłów czasu teraźniejszego: beatent.
|           | Cz. teraźniejszy | Imperfekt | Cz. przeszły | Tryb łączący cz. ter. | Tryb łączący cz. przesz. | Cz. przyszły | Tryb warunkowy | Tryb rozkazujący |
| --------- | ---------------- | --------- | ------------ | --------------------- | ------------------------ | ------------ | -------------- | ---------------- |
| Ieu       | Bati             | Batiái    | Batèri       | Bata                  | Batèsse                  | Batrai       | Batriái        |                  |
| Tu        | Bates            | Batiás    | Batères      | Batas                 | Batèsses                 | Batràs       | Batriás        | Bat              |
| El/ela    | Bat              | Batiá     | Batèt        | Bata                  | Batèsse                  | Batrà        | Batriá         |                  |
| Nos       | Batèm            | Batiam    | Batèrem      | Batam                 | Batèssem                 | Batrem       | Batriam        | Batiam           |
| Vos       | Batètz           | Batiatz   | Batèretz     | Batatz                | Batèssetz                | Batretz      | Batriatz       | Batètz           |
| Eles/elas | Baton            | Batián    | Batèron      | Batan                 | Batèsson                 | Batràn       | Batrián        |                  |

### Czasowniki nieregularne
Dwa bardzo ważne czasowniki nieregularne to èsser/èstre (= być) oraz aver (= mieć). 
Odmiana èsser/èstre jest przedstawiona poniżej.
Imiesłów czasu przeszłego: estat, imiesłów czasu teraźniejszego: essent.
|           | Cz. teraźniejszy | Imperfekt | Cz. przeszły | Tryb łączący cz. ter. | Tryb łączący cz. przesz. | Cz. przyszły | Tryb warunkowy | Tryb rozkazujący |
| --------- | ---------------- | --------- | ------------ | --------------------- | ------------------------ | ------------ | -------------- | ---------------- |
| Ieu       | Soi              | Èri       | Foguèri      | Siá                   | Foguèsse                 | Serai        | Seriái         |                  |
| Tu        | Ès/Sès           | Èras      | Foguères     | Siás                  | Foguèsses                | Seràs        | Seriás         | Siá              |
| El/ela    | Es               | Èra       | Foguèt       | Siá                   | Foguèsse                 | Serà         | Seriá          |                  |
| Nos       | Sèm              | Èrem      | Foguèrem     | Siam                  | Foguèssem                | Serem        | Seriam         | Siam             |
| Vos       | Sètz             | Èretz     | Foguèretz    | Siatz                 | Foguèssetz               | Seretz       | Seriatz        | Siatz            |
| Eles/elas | Son              | Èran      | Foguèron     | Sián                  | Foguèsson                | Seràn        | Serián         |                  |

Odmiana aver jest przedstawiona poniżej. 
Imiesłów czasu przeszłego: agut, imiesłów czasu teraźniejszego: avent.
|           | Cz. teraźniejszy | Imperfekt | Cz. przeszły | Tryb łączący cz. ter. | Tryb łączący cz. przesz. | Cz. przyszły | Tryb warunkowy | Tryb rozkazujący |
| --------- | ---------------- | --------- | ------------ | --------------------- | ------------------------ | ------------ | -------------- | ---------------- |
| Ieu       | Ai               | Aviái     | Aguèri       | Aja                   | Aguèsse                  | Aurai        | Auriái         |                  |
| Tu        | As               | Aviás     | Aguères      | Ajas                  | Aguèsses                 | Auràs        | Auriás         | Aja              |
| El/ela    | A                | Aviá      | Aguèt        | Aja                   | Aguèsse                  | Aura         | Auriá          |                  |
| Nos       | Avem             | Aviam     | Aguèrem      | Ajam                  | Aguèssem                 | Aurem        | Auriam         | Ajam             |
| Vos       | Avètz            | Aviatz    | Aguèretz     | Ajatz                 | Aguèssetz                | Auretz       | Auriatz        | Ajatz            |
| Eles/elas | An               | Avián     | Aguèron      | Ajan                  | Aguèsson                 | Auràn        | Aurián         |                  |

### Czasowniki zwrotne
Czasowniki zwrotne wymagają zaimka zwrotnego se. Zaimek se odmienia się przez osobę i liczbę. Przykładem jest se levar (= wstać). Odmienia się według następującej tabeli. 
|           | Czas teraźniejszy | Tryb rozkazujący |
| --------- | ----------------- | ---------------- |
| Ieu       | Me lèvi           |                  |
| Tu        | Te lèvas          | lèva-te          |
| El/elas   | Se lèva           |                  |
| Nos       | Nos levam         | levem-nos        |
| Vos       | Vos levatz        | levatz-vos       |
| Eles/elas | Se lèvan          | tenon            |

### Negacja
Zaprzeczenie jest tworzone poprzez dodanie pas po czasowniku. Na przykład:
- Parli pas (= Nie rozmawiam).
- An pas parlat (= Nie rozmawiali).
- Vesi pas res (= Niczego nie widzę).
- Lo tròbi pas enluòc (= Nigdzie go nie znajduję).
- Sortís pas jamai (= Nigdy nie wychodzi).
- Degun es pas vengut (= Nikt nie przyszedł).

## Podział na dialekty
Tradycyjnie uznaje się, że oksytański ma sześć dialektów: gaskoński (zawierający w sobie także bearnés i aranés) na zachodzie, langwedocki i prowansalski na południu, limuzyński i owerniacki na północy.
Poza przypadkiem gaskońskiego, granice między dialektami rzadko są wyraziste, przejście z dialektu do dialektu jest zazwyczaj płynne i gwary uznawane za należące do któregoś dialektu mogą posiadać cały szereg cech wspólnych z innymi dialektami.
Istnieje grupa językoznawców uznających, że nie ma jednego języka oksytańskiego, lecz kilka różnych języków, które w ich opinii różnią się od siebie w takim stopniu, że utrudnione jest wzajemne zrozumienie. Z tego punktu widzenia tworzenie literatury w „języku oksytańskim” byłyby w rzeczywistości twórczością np. w języku prowansalskim lub w langwedockim.

## Oksytański dzisiaj
Brakuje oficjalnych danych na temat liczby użytkowników języka oksytańskiego, szacunki są bardzo rozbieżne. Prawdopodobnie od pół miliona do dwóch milionów osób zna któryś z dialektów oksytańskich na tyle dobrze, by posługiwać się nim w życiu codziennym, a znacznie więcej go rozumie.

### Status w Republice Francuskiej
We Francji oksytański nie posiada statusu oficjalnego. Nauczanie tego języka we francuskich szkołach publicznych jest opcjonalne, możliwe na mocy Loi Deixonne z 1951 r., a jedynie publiczna telewizja regionalna France 3 emituje kilka programów po oksytańsku.

### Status w hiszpańskiej Wspólnocie Autonomicznej Katalonii
Arański (aranés), gwara dialektu gaskońskiego używana w należącej do Hiszpanii pirenejskiej dolinie Val d’Aran, cieszył się tam od 1990 statusem języka regionalnego; już statut Katalonii z 1978 roku stanowił, że mowa arańska ma tam być nauczana i chroniona. Na mocy statutu z 2006 roku język oksytański (szeroko pojęty) jest jednym z trzech języków urzędowych w całej Wspólnocie Autonomicznej Katalonii (obok katalońskiego i hiszpańskiego). Gwarą arańską posługuje się ok. 4 tys. osób i jest ona w Dolinie językiem szkolnictwa od 1984.

### Status w Republice Włoskiej
We Włoszech oksytański jest uznany za język chroniony, na mocy ustawy numer 482 z roku 1999. Pozwala to na użycie oksytańskiego w szkolnictwie i w życiu publicznym, ale tylko w gminach, które sobie tego życzą, przez co nie jest ono obowiązkowe ani systematyczne.

### Status w Księstwie Monako
W Monako oksytański nie posiada statusu oficjalnego.

## Fonetyka

### Samogłoski
|                         | przednie                      |                               | centralne                     |                               | tylne                         |
| przymknięte             | \| i • y • u e • ɛ • ɔ a • \| | \| i • y • u e • ɛ • ɔ a • \| | \| i • y • u e • ɛ • ɔ a • \| | \| i • y • u e • ɛ • ɔ a • \| | \| i • y • u e • ɛ • ɔ a • \| |
|                         | \| i • y • u e • ɛ • ɔ a • \| | \| i • y • u e • ɛ • ɔ a • \| | \| i • y • u e • ɛ • ɔ a • \| | \| i • y • u e • ɛ • ɔ a • \| | \| i • y • u e • ɛ • ɔ a • \| |
| półprzymknięte          | \| i • y • u e • ɛ • ɔ a • \| | \| i • y • u e • ɛ • ɔ a • \| | \| i • y • u e • ɛ • ɔ a • \| | \| i • y • u e • ɛ • ɔ a • \| | \| i • y • u e • ɛ • ɔ a • \| |
|                         | \| i • y • u e • ɛ • ɔ a • \| | \| i • y • u e • ɛ • ɔ a • \| | \| i • y • u e • ɛ • ɔ a • \| | \| i • y • u e • ɛ • ɔ a • \| | \| i • y • u e • ɛ • ɔ a • \| |
| półotwarte              | \| i • y • u e • ɛ • ɔ a • \| | \| i • y • u e • ɛ • ɔ a • \| | \| i • y • u e • ɛ • ɔ a • \| | \| i • y • u e • ɛ • ɔ a • \| | \| i • y • u e • ɛ • ɔ a • \| |
|                         | \| i • y • u e • ɛ • ɔ a • \| | \| i • y • u e • ɛ • ɔ a • \| | \| i • y • u e • ɛ • ɔ a • \| | \| i • y • u e • ɛ • ɔ a • \| | \| i • y • u e • ɛ • ɔ a • \| |
| otwarte                 | \| i • y • u e • ɛ • ɔ a • \| | \| i • y • u e • ɛ • ɔ a • \| | \| i • y • u e • ɛ • ɔ a • \| | \| i • y • u e • ɛ • ɔ a • \| | \| i • y • u e • ɛ • ɔ a • \| |
| i • y • u e • ɛ • ɔ a • |                               |                               |                               |                               |                               |

W języku oksytańskim zasadniczo występuje 7 samogłosek: /a/, /e/, /ɛ/, /i/, /ɔ/, /u/ i /y/. Zasób samogłosek może się różnić w zależności od dialektu. W dialektach owernackim, limuzyńskim i prowansalskim występuje dodatkowo fonem /œ/. W dialekcie limuzyńskim ponadto występuje fonem /o/.

### Spółgłoski
|                    | dwuwargowe | dwuwargowe | wargowo- -zębowe | wargowo- -zębowe | zębowe | zębowe | dziąsłowe | dziąsłowe | zadzią- słowe | zadzią- słowe | wargowo- -podnie- bienne | wargowo- -podnie- bienne | podnie- bienne | podnie- bienne | wargowo- -miękko- podnie- bienne | wargowo- -miękko- podnie- bienne | miękko- podnie- bienne | miękko- podnie- bienne |
| ------------------ | ---------- | ---------- | ---------------- | ---------------- | ------ | ------ | --------- | --------- | ------------- | ------------- | ------------------------ | ------------------------ | -------------- | -------------- | -------------------------------- | -------------------------------- | ---------------------- | ---------------------- |
| zwarte             | p          | b          |                  |                  | t      | d      |           |           |               |               |                          |                          |                |                |                                  |                                  | k                      | g                      |
| nosowe             | m          | m          |                  |                  | n      | n      | n         | n         | n             | n             |                          |                          | ɲ              | ɲ              |                                  |                                  |                        |                        |
| szczelinowe        |            |            | f                | f                |        |        | s         | z         |               |               |                          |                          |                |                |                                  |                                  |                        |                        |
| zwarto-szczelinowe |            |            |                  |                  |        |        | ts        |           | tʃ            | dʒ            |                          |                          |                |                |                                  |                                  |                        |                        |
| półotwarte         |            |            |                  |                  |        |        |           |           |               |               | ɥ                        | ɥ                        | j              | j              | w                                | w                                |                        |                        |
| drżące             |            |            |                  |                  | r      | r      | r         | r         | r             | r             |                          |                          |                |                |                                  |                                  |                        |                        |
| uderzeniowe        |            |            |                  |                  | ɾ      | ɾ      | ɾ         | ɾ         | ɾ             | ɾ             |                          |                          |                |                |                                  |                                  |                        |                        |
| boczne             |            |            |                  |                  | l      | l      | l         | l         | l             | l             |                          |                          | ʎ              | ʎ              |                                  |                                  |                        |                        |

Zasób spółgłosek może się różnić w zależności od dialektu:
- w dialekcie owernackim występują dodatkowo fonemy /v/ i /ʃ/;
- w dialekcie gaskońskim /ʒ/, /h/ i /ʃ/;
- w dialekcie limuzyńskim /v/;
- w dialekcie prowansalskim /v/, /ʒ/ i /ʀ/;
- w dialekcie vivaroalpejskim /v/.

## Przykładowy tekst
Poniższa tabela przedstawia ten sam tekst w dialekcie langwedockim w klasycznej ortografii, oraz w dialekcie prowansalskim w dwóch wariantach ortografii: ortografii Fryderyka Mistrala oraz klasycznej.  
| Langwedocki, ortografia klasyczna | Prowansalski, ortografia klasyczna | Prowansalski, ortografia Mistrala |
| --- | --- | --- |
| Totas las personas naisson liuras e egalas en dignitat e en drech. Son dotadas de rason e de consciéncia e lor cal agir entre elas amb un esperit de frairesa. | Totei lei personas naisson liuras e egalas en dignitat e en drech. Son dotadas de rason e de consciéncia e li cau (/fau/) agir entre elei amb un esperit de frairesa. | Tóuti li persouno naisson liéuro e egalo en dignita e en dre. Soun doutado de rasoun e de counsciènci e li fau agi entre éli em' un esperit de freiresso. |